# Concórdia do Mucuri
Concórdia do Mucuri é um distrito do município brasileiro de Ladainha, no interior do estado de Minas Gerais. Segundo o censo demográfico de 2022, realizado pelo Instituto Brasileiro de Geografia e Estatística (IBGE), sua população era de 4 416 habitantes e havia 1 431 domicílios particulares permanentes ocupados. Possui área de 219,33 km² conforme a Fundação João Pinheiro (FJP). Foi criado pela lei nº 1.039 de 12 de dezembro de 1953.
De acordo com o IBGE, em 2010 a população era de 5 358 habitantes e havia 1 557 domicílios particulares.